# Fabrizio Bernardi
| Entdeckte Asteroiden: 5                                                                 | Entdeckte Asteroiden: 5 |
| --------------------------------------------------------------------------------------- | ----------------------- |
| (65001) Teodorescu1                                                                     | 9. Januar 2002          |
| (99942) Apophis2, 3                                                                     | 19. Juni 2004           |
| 2002 RQ25                                                                               | 3. September 2002       |
| 2002 WP11                                                                               | 27. November 2002       |
| 2003 FB5                                                                                | 26. März 2003           |
| 1 zusammen mit Andrea Boattini 2 zusammen mit David J. Tholen 3 zusammen mit Roy Tucker |                         |

Fabrizio Bernardi (* 9. April 1972 in Pomezia) ist ein italienischer Astronom und Asteroidenentdecker.
Bernardi identifizierte zwischen 2002 und 2004 insgesamt 5 Asteroiden, die meisten davon zusammen mit Kollegen.
Darüber hinaus entdeckte er während eines Aufenthalts am Mauna-Kea-Observatorium den periodischen Kometen P/2005 V1 (Bernardi).
Im Jahr 2003 wurde der Asteroid (27983) Bernardi nach ihm benannt.